# Gene de diluição
Um gene de diluição é qualquer um de vários genes que atuam para criar uma cor de revestimento mais clara nos seres vivos. Existem muitos exemplos de tais genes:

## Gerais
As cores da pelagem diluída têm melanócitos, mas variam de cores mais escuras devido à concentração ou tipo dessas células produtoras de pigmento, e não à sua ausência. A diluição de pigmentos, às vezes chamada de hipomelanismo, tem sido chamada de leucismo, albinismo (oculocutâneo, ocular ou parcial), fantasmas, empalidecimento e isabelinismo.
- O albinismo descreve uma condição em que as células pigmentares sintetizam pouco ou nenhum pigmento.
- O leucismo descreve uma condição que cria perda de células pigmentares.

## Gatos
- A genética da pelagem de gatos discute muitos genes de diluição em gatos.

## Cavalos
- A pelagem do cavalo descreve várias cores em cavalos.
- O gene champanhe descreve um gene de diluição diferente e mais raro em cavalos, que também cria cor creme, pele pálida com manchas e olhos claros.